# Тахтамукайский район
Тахтамука́йский райо́н (адыг. Тэхъутэмыкъуае къедзыгъо) — административно-территориальная единица и муниципальное образование (муниципальный район) в составе Республики Адыгея Российской Федерации.
Административный центр — аул Тахтамукай.

## География
Расположен в северо-западной части Республики Адыгея. Общая площадь территории района составляет 463,60 км².
Граничит с на востоке с Теучежским районом Адыгеи, на севере по реке Кубани — с Краснодарским городским округом, на юго-востоке — с городским округом города Горячий Ключ, на юге и западе — с Северским районом Краснодарского края.
Район находится в равнинной зоне республики. Рельеф местности слаборасчленённый и слабоволнистый характер на севере, постепенно переходящая на юге в холмистую местность. Прослеживается общее понижение с юго-востока на северо-запад. В почвенном покрове района наибольшее распространение получили выщелоченные чернозёмы.
Главной водной артерией района является река — Кубань. На территории района находятся устья многих его левых притоков — Афипс, Супс, Сухой Аушедз, Бзюк, Вошук, Уне-Убат, Чибий, Читук и др. На территории района расположены три крупные водохранилища — Шапсугское, Октябрьское и Шенджийское. Низовье реки Вошук также запруднено. Водохранилища связаны между собой и рекой Кубань, каналами — Чибийский, Супсовский, Траховский и др. В окрестностях аула Старобжегокай, в долине реки Кубань, расположены озёра — Бжегокай.
Климат на территории округа влажный умеренный, с ощутимым влиянием близости Чёрного моря. Средние показатели температуры воздуха колеблется от +24,0°С в июле, до 0°С в январе. Наиболее высокие температуры воздуха наблюдаются в начале августа, а наиболее низкие в конце января или в начале февраля. Среднегодовое количество осадков составляет около 700 мм. Наибольшее количество осадков выпадает в летний период.

## История
- Тахтамукайский район был образован 5 августа 1924 года в составе Адыгейской (Черкесской) автономной области Юго-Восточной области, на части территории упразднённого Псекупского округа. Первоначально в его состав вошли 7 сельсоветов: Афипсипский, Лакшукайский, Новобжегокайский, Пчегатлукайский, Старобжегокайский, Тахтамукайский и Шенджийский.
- С 7 февраля 1929 года по 28 декабря 1934 года район был упразднён, а его территория входила в состав Псекупского района.
- С 13 февраля 1936 года по 26 октября 1938 года аул Тахтамукай носил название Хакурате, а район название — Хакуратинский.
- С 5 декабря 1956 года по 5 августа 1957 года в состав района входила территория упразднённого Теучежского района.
- 5 августа 1957 года аул Тахтамукай был переименован в Октябрьский, а район — в Октябрьский район.
- 1 февраля 1963 года в период образования укрупнённых сельских поселений в СССР, Октябрьский район был упразднён, а его территория передана в состав Теучежского района. При этом административным центром объединённого района был избран аул Октябрьский (в 1976 году районный центр перенесён в город Теучежск).
- 25 апреля 1983 года Октябрьский район был обратно выделен из Теучежского района и восстановлен в своих прежних границах.
- В 1992 году району было возвращено его историческое название — Тахтамукайский район.
- В 1993 году в районе была прекращена деятельность сельских и поселковых советов, а территории администраций преобразованы в сельские и поселковые округа.
- В 2005 году в районе были ликвидированы сельские и поселковые округа и образованы 7 муниципальных образований, 2 статусом городского и 5 со статусом сельского поселений.

## Население

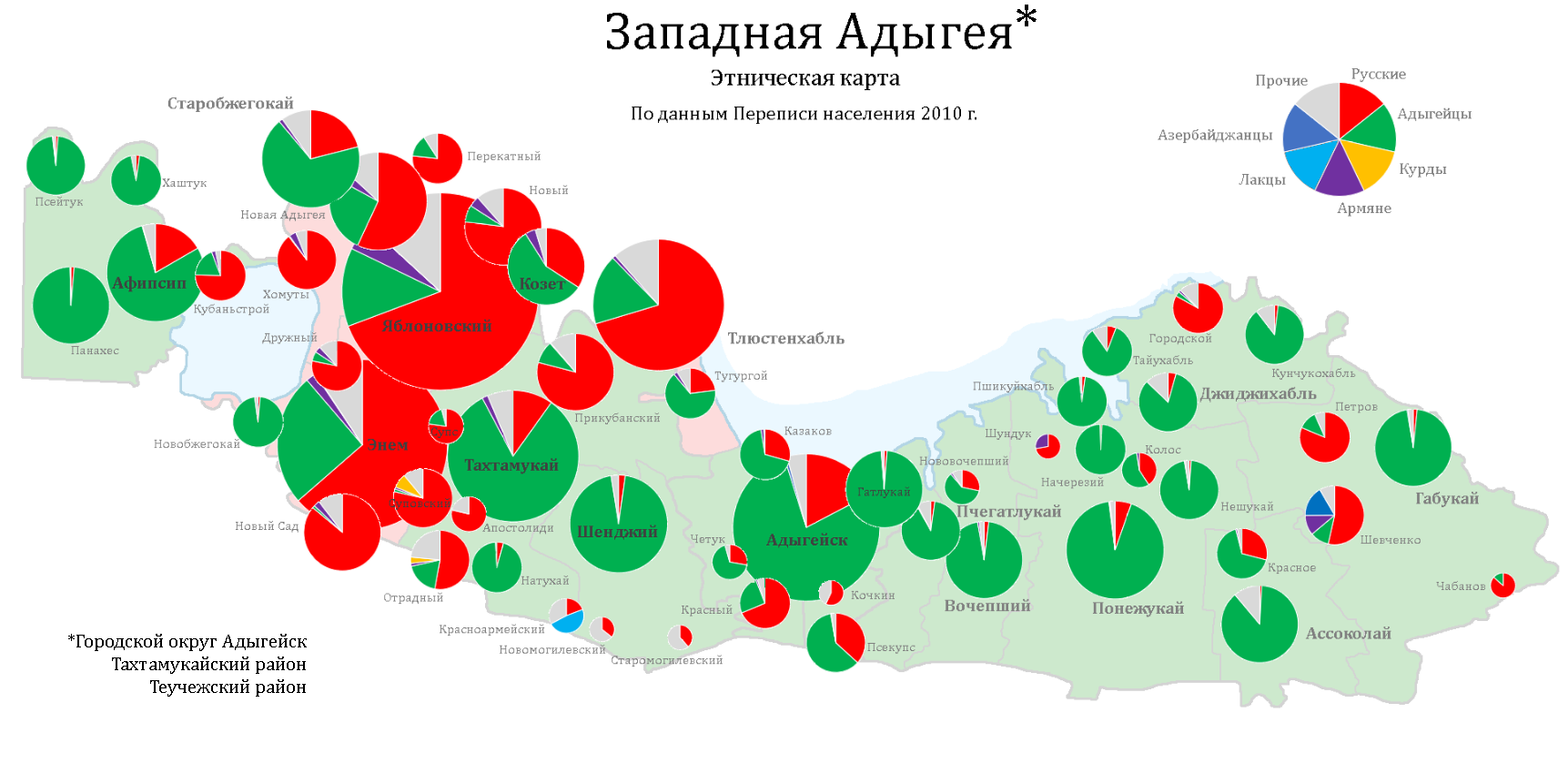
Этническая карта Адыгейска, Тахтамутайского и Теучежского районов, перепись 2010 г.

| 1959    | 1989    | 2002    | 2010    | 2011    | 2012     | 2013     | 2014     | 2015    |
| ------- | ------- | ------- | ------- | ------- | -------- | -------- | -------- | ------- |
| 34 322  | ↗64 650 | ↗65 674 | ↗69 662 | ↗69 739 | ↗70 994  | ↗72 239  | ↗73 765  | ↗76 358 |
| 2016    | 2017    | 2018    | 2019    | 2020    | 2021     | 2023     | 2024     |         |
| ↗78 925 | ↗81 488 | ↗82 909 | ↗85 905 | ↗92 035 | ↗122 759 | ↗127 291 | ↗131 043 |         |

### Урбанизация
Городское население (пгт Яблоновский и Энем) составляет 65 % от всего населения района.

### Национальный состав
По итогам переписи населения 2020 года проживали следующие национальности (национальности менее 0,2 % и другое см. в сноске к строке «Другие»):
| Национальность  | Численность, чел. | Доля     |
| --------------- | ----------------- | -------- |
| Русские         | 69 847            | 56,90 %  |
| Адыги (Черкесы) | 26 919            | 21,92 %  |
| Армяне          | 2 899             | 2,36 %   |
| Украинцы        | 809               | 0,66 %   |
| Татары          | 610               | 0,50 %   |
| Цыгане          | 534               | 0,43 %   |
| Таджики         | 491               | 0,40 %   |
| Корейцы         | 463               | 0,38 %   |
| Азербайджанцы   | 405               | 0,33 %   |
| Узбеки          | 364               | 0,30 %   |
| Лезгины         | 262               | 0,21 %   |
| Другие          | 19 156            | 15,61 %  |
| Итого           | 122 759           | 100,00 % |

Половозрастной состав
По данным Всероссийской переписи населения 2010 года:
| Возраст     | Мужчины, чел. | Женщины, чел. | Общая численность, чел. | Доля от всего населения, % |
| ----------- | ------------- | ------------- | ----------------------- | -------------------------- |
| 0 — 14 лет  | 5 493         | 5 144         | 10 637                  | 15,28 %                    |
| 15 — 59 лет | 22 165        | 23 901        | 46 066                  | 66,12 %                    |
| от 60 лет   | 4 871         | 8 067         | 12 938                  | 18,57 %                    |
| не указано  | 13            | 8             | 21                      | 0,03 %                     |
| Всего       | 32 542        | 37 120        | 69 662                  | 100,0 %                    |

Мужчины — 32 542 чел. (46,7 %). Женщины — 37 120 чел. (53,3 %).
Средний возраст населения: 39,1 лет. Средний возраст мужчин: 36,9 лет. Средний возраст женщин: 41,0 лет.
Медианный возраст населения: 38,0 лет. Медианный возраст мужчин: 35,5 лет. Медианный возраст женщин: 40,6 лет.

## Муниципальное устройство
В рамках организации местного самоуправления муниципальный район включает 7 муниципальных образований, в том числе два городских и пять сельских поселений:
| №        | Муниципальное образование            | Административный центр | Количество населённых пунктов | Население (чел.) | Площадь (км²) |
| -------- | ------------------------------------ | ---------------------- | ----------------------------- | ---------------- | ------------- |
| 1e-06    | Городское поселение                  |                        |                               |                  |               |
| 1        | Энемское городское поселение         | пгт Энем               | 5                             | ↗31 044          | 71,50         |
| 2        | Яблоновское городское поселение      | пгт Яблоновский        | 3                             | ↗60 034          | 13,70         |
| 2.000002 | Сельское поселение                   |                        |                               |                  |               |
| 3        | Афипсипское сельское поселение       | аул Афипсип            | 5                             | ↗5319            | 127,87        |
| 4        | Козетское сельское поселение         | аул Козет              | 1                             | ↗3118            | 6,70          |
| 5        | Старобжегокайское сельское поселение | аул Старобжегокай      | 3                             | ↗20 926          | 39,64         |
| 6        | Тахтамукайское сельское поселение    | аул Тахтамукай         | 6                             | ↗8387            | 143,73        |
| 7        | Шенджийское сельское поселение       | аул Шенджий            | 4                             | ↗1935            | 60,51         |

Распределение населения района
 пгт. Яблоновский (43,48 %) пгт. Энем (21,53 %) а. Новая Адыгея (12,95 %) а. Тахтамукай (4,69 %) а. Козет (2,59 %) Остальные (14,76 %)

## Населённые пункты
В Тахтамукайском районе 27 населённых пунктов, в том числе два городских населённых пункта (посёлка городского типа) и 25 сельских населённых пунктов:
| №  | Населённый пункт | Тип     | Население | Муниципальное образование            |
| -- | ---------------- | ------- | --------- | ------------------------------------ |
| 1  | Апостолиди       | хутор   | →116      | Тахтамукайское сельское поселение    |
| 2  | Афипсип          | аул     | ↗2150     | Афипсипское сельское поселение       |
| 3  | Дружный          | посёлок | ↘325      | Энемское городское поселение         |
| 4  | Козет            | аул     | ↗3398     | Козетское сельское поселение         |
| 5  | Красноармейский  | хутор   | ↗51       | Шенджийское сельское поселение       |
| 6  | Кубаньстрой      | посёлок | ↗378      | Афипсипское сельское поселение       |
| 7  | Натухай          | аул     | →353      | Тахтамукайское сельское поселение    |
| 8  | Новая Адыгея     | аул     | ↗16 968   | Старобжегокайское сельское поселение |
| 9  | Новобжегокай     | аул     | ↘443      | Энемское городское поселение         |
| 10 | Новомогилёвский  | хутор   | →17       | Шенджийское сельское поселение       |
| 11 | Новый            | посёлок | ↘2446     | Яблоновское городское поселение      |
| 12 | Новый Сад        | хутор   | ↗1538     | Энемское городское поселение         |
| 13 | Отрадный         | посёлок | ↗664      | Тахтамукайское сельское поселение    |
| 14 | Панахес          | аул     | ↗1767     | Афипсипское сельское поселение       |
| 15 | Перекатный       | посёлок | ↘616      | Яблоновское городское поселение      |
| 16 | Прикубанский     | посёлок | ↗1056     | Тахтамукайское сельское поселение    |
| 17 | Псейтук          | аул     | ↘691      | Афипсипское сельское поселение       |
| 18 | Старобжегокай    | аул     | ↗2748     | Старобжегокайское сельское поселение |
| 19 | Старомогилёвский | хутор   | ↘43       | Шенджийское сельское поселение       |
| 20 | Суповский        | хутор   | ↗529      | Энемское городское поселение         |
| 21 | Супс             | посёлок | ↘48       | Тахтамукайское сельское поселение    |
| 22 | Тахтамукай       | аул     | ↗6150     | Тахтамукайское сельское поселение    |
| 23 | Хаштук           | аул     | ↘333      | Афипсипское сельское поселение       |
| 24 | Хомуты           | хутор   | ↗1210     | Старобжегокайское сельское поселение |
| 25 | Шенджий          | аул     | ↗1824     | Шенджийское сельское поселение       |
| 26 | Энем             | пгт     | ↗28 209   | Энемское городское поселение         |
| 27 | Яблоновский      | пгт     | ↗56 972   | Яблоновское городское поселение      |

## Местные органы власти
Администрация Тахтамукайского муниципального района — аул Тахтамукай, ул. Гагарина, 2.
Структуру органов местного самоуправления муниципального образования составляют:
- Совет местного самоуправления Тахтамукайского муниципального района — выборный представительный орган района;
  - Председатель совета местного самоуправления Тахтамукайского муниципального района — высшее должностное лицо района;
- Местная администрация Тахтамукайского муниципального района — исполнительно-распорядительный орган района;
  - Глава местной администрации Тахтамукайского муниципального района — глава исполнительной власти в районе.

Глава местной (районной) администрации
- Савв Аскер Хаджумарович (с 23 марта 2022 года)

Председатель Совета Народных депутатов (районного совета)
- Хатит Алий Аскербиевич (с 16 апреля 2012 года)

Список депутатов СНД Тахтамукайского муниципального района IV созыва (2016-2020).
| Абид Мурат Шихамович         |
| Апсалямов Руслан Рамазанович |
| Ачмиз Юсуф Шевкетович        |
| Беретарь Юрий Шумафович      |
| Гузиёков Рустам Абубакирович |
| Гучетль Азамат Казбекович    |

| Дербок Руслан Камболетович  |
| Евтых Тимур Рашидович       |
| Иванов Евгений Валентинович |
| Королёв Юрий Валентинович   |
| Наш Шихам Адамович          |
| Неужрок Нальбий Шихамович   |

| Туркав Шамиль Даудович   |
| Хаджиев Адам Чесебиевич  |
| Хатит Алий Аскербиевич   |
| Хушт Нурбий Байзетович   |
| Цевгош Сафер Ибрагимович |
| Чермит Асфар Батмизович  |

## Экономика

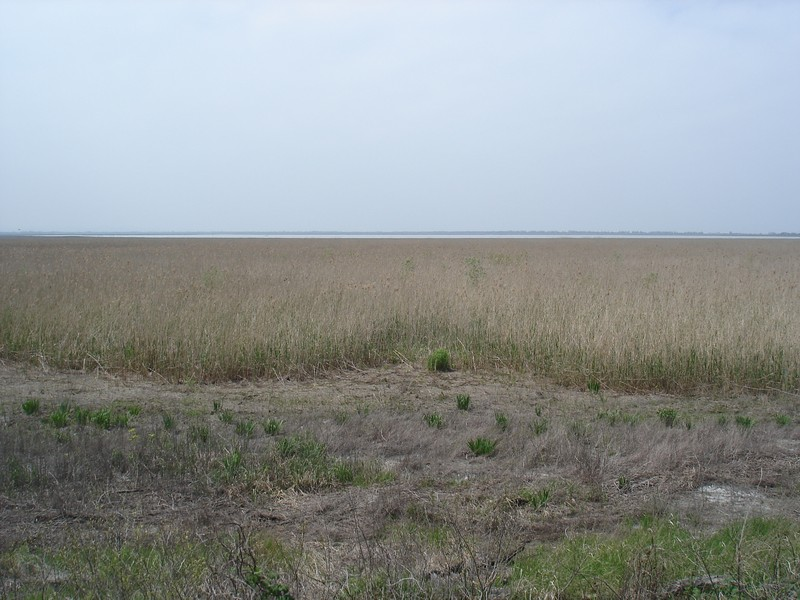
Шапсугское водохранилище у посёлка Дружного

Главная позитивная особенность этого района в том, что де-юре входя в состав Адыгеи, де-факто в связи с близостью города-миллионника Краснодара, находящегося в соседнем регионе де-факто является его ближним пригородом и полностью интегрирован в его экономику. 
Промышленность
Промышленность играют одну из ключевых ролей в экономике района. В районе расположено 39 предприятий промышленности и строительства, 6 предприятий транспорта, действуют предприятия КСМ «Энемский», Краснодарское управление по добыче и транспорту газа, ЗАО «Тахтамукай», Тахтамукайское МПЖКХ и другие.
Действует акционерное общество научно-производственное предприятие «РосНефтеГазИнструмент», занимающееся проектированием и производством нефтегазового оборудования для бурения и ремонта скважин.
Сельское хозяйство
Сельское хозяйство представлено 9 акционерными обществами с ограниченной ответственностью и долевыми хозяйствами.
Кроме распространённых по всей республике растительных культур, в районе также производится редкая для страны производство культуры риса. В советское время рис выращивался в больших объёмах, который в конце 1980-х годов пришёл в упадок. В 2004 году в районе начали возрождение рисосеяния. Наибольший валовой сбор риса был получен в ООО «АНТЦ» и ООО «Шапсыгъ». Также в районе действует тепличный комплекс — «Зеленый Дом». В сфере животноводства наиболее развито птицеводство.
Прокуратура Тахтамукайского района в 2008 году выявила пять фактов незаконной приватизации земельных участков. Бюджеты местных муниципалитетов потеряли при этом один миллиард рублей. Территория района граничит с территорией Краснодарского городского округа, поэтому рыночная стоимость земли здесь высока. Все сделки обжалованы в арбитражном суде республики.

## Транспорт
Автомобильное сообщение
Тахтамукайский район является важным узлом различных автотрасс федерального, регионального и местного значений. По центральной части района через пгт Яблоновский и Энем проходит федеральная автотрасса «Краснодар—Новороссийск» А-146. К югу от пгт Яблоновский от него ответвляется объездная дорога «Южный обход», связывающая его с другой федеральной автотрассой «Дон» М-4, у аула Тугургой.
В районе действует разветвлённая сеть пассажирского сообщения. Все населённые пункты охвачены услугами пассажирских перевозок и имеют налаженную связь с районным центром — Тахтамукай, а также с Краснодаром, Адыгейском и Майкопом.
С Краснодаром район связан двумя автомобильными мостами: Яблоновский мост, расположенного у посёлка Яблоновский, и Тургеневский мост, расположенный у аула Новая Адыгея. Из-за большого автомобильного потока оба моста сильно загружены, вынуждая находить новые пути для автомобильного сообщения.
Железнодорожное сообщение
Через район проходят две железнодорожные ветки Северо-Кавказской железной дороги: Энем I—Псекупс и Краснодар I—Афипская. На территории района функционируют железнодорожные станции: Энем I, Энем II и Шенджий, а также остановочные пункты: Керамзитовый завод, Суповский, Отрада и Кирпичный завод.
Воздушное сообщение
К северо-востоку от пгт Энем расположены два аэродрома — «Южное небо» и «Энем».
Ближайший пассажирский аэропорт «Пашковский» расположен на противоположном берегу реки Кубань, у восточной окраины Краснодара.
Водное сообщение
У посёлка Новый имеется речной порт, с которого осуществляется пассажирская паромная переправа на противоположный берег реки Кубань, в город Краснодар.

## Средства массовой информации
- Издаётся районная газета «Согласие», тиражируемая на территории района и освящающая события, происходящие в нём. Выпускается два раза в неделю.[27]
- На территории района вещает Тахтамукайское муниципальное телевидение[28].
- Официальный сайт администрации муниципального района.
- Официальные страницы администрации муниципального района в популярный социальных сетях.

## Известные уроженцы
Родившиеся в Тахтамукайском районе.